# Francisco Urcuyo Maliaños
Francisco Urcuyo Maliaños (* 30. Juli 1915 in Rivas; † 14. September 2001 in Managua) war ein nicaraguanischer Politiker und von 1967 bis 1972 Vizepräsident seines Landes.
Am 17. und 18. Juli 1979 war er für 43 Stunden der amtierende Präsident Nicaraguas. Nachdem Diktator Anastasio Somoza Debayle im Verlaufe der Nicaraguanischen Revolution bereits das Land verlassen hatte, wurde Francisco Urcuyo als Präsident des Kongresses gemäß der Verfassung Präsident der Republik. Nachdem auch Urcuyo das Land verlassen hatte, übernahm die von den Sandinisten angeführte Regierungsjunta des nationalen Wiederaufbaus die Regierungsgeschäfte.